# Ponerini
Tribu
Les Ponerini sont une tribu de fourmis de la sous-famille des Ponerinae.

## Liste des genres
- Anochetus Mayr, 1861
- Archiponera Carpenter, 1930
- Asphinctopone Santschi, 1914
- Belonopelta Mayr, 1870
- Centromyrmex Mayr, 1866
- Cryptopone Emery, 1893
- Diacamma Mayr, 1862
- Dinoponera Roger, 1861
- Dolioponera Brown, 1974
- Emeryopone Forel, 1912
- Emplastus Donisthorpe, 1920
- Harpegnathos Jerdon, 1851
- Hypoponera Santschi, 1938
- Leptogenys Roger, 1861
- Megaponera Mayr, 1862
- Myopias Roger, 1861
- Odontomachus Latreille, 1804
- Odontoponera Mayr, 1862
- Pachycondyla Smith, 1858
- Phrynoponera Wheeler, 1920
- Plectroctena Smith, 1858
- Ponera Latreille, 1804
- Ponerites Dlussky, 1981
- Poneropsis Heer, 1867
- Protopone Dlussky, 1988
- Psalidomyrmex Andre, 1890
- Simopelta Mann, 1922
- Streblognathus Mayr, 1862